# Falciot de Berlioz
El falciot de Berlioz (Apus berliozi) és una espècie d'ocell de la família dels apòdids (Apodidae) que habita camp obert a les terres baixes de Somàlia, incloent Socotra i dixtrictes fins a la costa de Kenya. 	